# Герб на Литва
Гербът на Литва е официален държавен символ на Литовската република, установен в чл. 15 на конституцията на страната, приет с референдум през 1992 г. и описан в закона за държавния герб на Литва. Той произлиза от герба на Великото Литовско княжество – Погон (Витис) (на беларуски: Пагоня; на полски: Pogoń; на литовски: Vytis).
Гербът представлява червен щит върху който е изобразен сребърен конник на бял кон. В лявата ръка конникът държи син щит с двоен, златен кръст, а дясната ръка е вдигната над главата и държи сребърен меч. Седлото и юздата на коня са сини, а ръкохватката на меча и стремената – златни.

## История
Изображението на атакауващ рицар на кон се използва като емблема за първи път през 1366 г. от княз Ольгерд. Към края на 14 век конникът се изобразява на фона на хералдически щит върху печатите на князете на Великото Литовско княжество. От началото на 15 век рицарят става герб на княжеството, а окончателната форма и цветове се установяват към средата на същия век.
По-късно гербът на Великото Литовско княжество става част от герба на Жечпосполита. След 3-тото разделяне на Жечпосполита и включването на териториите на Литовско княжество в състава на Руската империя през 1795 г. конникът е част от герба на империята, като един от деветте щита обкръжаващи главния щит с двуглав орел. Погон (Витис) се използва и в гербовете на Вилнюс и на Вилнюска губерния.
В периода 1920 – 1922 конникът, заедно с бял орел е част от герба на Средна Литва, по подобие на герба на Жечпосполита. Погон (Витис) е също герб на независимата Литовска държава от 1918 до 1940 г. От 1988 се използва широко като национален символ на Литва и след обявяване на независимостта на балтийската република се утвърждава като официален герб.
Сребърният конник, в различен вариант, е герб и на Беларус между 1990 и 1995 г.

## Използване
Гербът на Литва се използва на документи, обложки и начални страници на печатни издания от 
- Сейма на Литовската република и подведомствените учреждения,
- Президента и Правителството на Литва,
- Националната Банка на Литва,
- Администрацията на областните управители,
- Конституционният съд,
- Департамента за държавна сигурност и териториалните му подразделения, полицията,
- Дипломатическите представителства и консулските учреждения,
- Държавните образователни учреждения,

На печатите се изобразява само конник без щита като фон.